# 全球市长气候与能源盟约
全球市长气候与能源盟约（英語：Global Covenant of Mayors for Climate & Energy）是2016年成立于比利时布鲁塞尔的一个以承诺减排并对未来环境变化做出准备以应对气候变化的全球市长联盟，该组织将《市长协定》（Covenant of Mayors）和欧盟的《市长盟约》（Covenant of Mayors）正式合并，在衡量城市的相对环境风险和碳排放的基础上突出了城市对环境造成的冲击。公约于2014年由时任联合国秘书长潘基文和纽约市长迈克尔·布隆伯格发起，公约代表了全球城市网络C40城市气候领导集团、地方政府永续发展理事会、世界城市同地方政府聯合組織及联合国人居署的共同努力。全世界已有428个城市表示将遵守该公约，成员城市人口达3.76亿人，占世界总人口的5.19%。